# Dàin do Eimhir
Dàin do Eimhir (en castellano: Poemas a Emer) es una serie de sesenta poemas en gaélico escocés de Sorley MacLean. Versan sobre el amor, el paisaje, la historia y la guerra civil española. En estos poemas, MacLean enfatiza la lucha entre el amor y el deber: su pasión por una figura femenina, su Emer, y lo que siente moralmente obligatorio, ir de voluntario a España.
Cuarenta y ocho de los poemas los publicó MacLean en su libro de 1943 Dàin do Eimhir agus Dàin Eile, y treinta y seis se publicaron en una versión inglesa de 1971 traducida por Iain Crichton Smith. 
Este ciclo de canciones fue apareciendo en cuartillas en los años 1940 con otros poemas en inglés, escocés de otros escritores como Robert Garioch.
MacLean pidió a su editor que destruyera los otros doce, pero sobrevivieron once que publicó en 2002 Christopher Whyte.
En el estilo de los cantos yuxtapone elementos gaélicos tradicionales con la historia europea de la época.

## Antecedentes
Por sus convicciones socialistas, Sorley MacLean quiso luchar en la guerra civil española. Pero no pudo por circunstancias familiares. En 1937, MacLean, entonces profesor de inglés en  Portree High School, conoció y se enamoró de Nessa O’Shea, una mujer irlandesa que creía enamorada de un amigo; MacLean nunca le confesó nada y más tarde se casaría con otra. Ella le inspiró el poema An Roghainn (Dàin do Eimhir XXII) en el que el narrador elige entre un interés amoroso o ir a luchar a España, aunque en entrevistas más tarde el autor aclaró que fueron motivos familiares los que le impidieron ir a la guerra civil española.
Más tarde enseñó en Mull, de donde dice que el recuerdo de Desplazamiento forzado de población de las Tierras Altas escocesas del siglo XVIII tuvo mucha influencia en él.